# Gábor Tóth
Gábor Tóth (ur. 29 listopada 1964 w Budapeszcie) – węgierski zapaśnik walczący w stylu wolnym. Dwukrotny olimpijczyk. Czwarty w Seulu 1988 i jedenasty w Barcelonie 1992. Walczył w kategorii 90 kg.
Brązowy medalista mistrzostw świata w 1989. Zdobył pięć medali na mistrzostwach Europy w latach 1986 – 1992.
- Turniej w Seulu 1988

Pokonał Subhasha Vermę z Indii i przegrał z Jimem Scherrem z USA. Pokonał Brytyjczyka Graeme Englisha, Abdula Majeeda Maruwalę z Pakistanu, Greka Iraklisa Deskulidisa i Japończyka Akira Ōta. W pojedynku o trzecie miejsce przegrał z Kim Tae-u z Korei Południowej.
- Turniej w Barcelonie 1992

Wygrał z Marekiem Garmulewiczem, a przegrał z Kenanem Şimşekiem z Turcji i Ajjubem Baninosratem z Iranu.